# オージーケー技研
オージーケー技研株式会社（オージーケーぎけん、英称：OGK CO.,LTD ）は大阪府東大阪市に本社を置く自転車用品ならびに自転車部品の開発製造販売を行っている企業である。

## 概要
1948年、自転車のハンドルに付ける樹脂製のグリップの製造会社として「大阪グリップ化工株式会社」を設立。その後自転車の普及にともない、1963年には幼児用自転車のペダルと補助輪を開発する。
1964年には自転車用ヘルメットを開発し、ここから同社は二輪用ヘルメットの専門メーカーとしての名を確立させたが、ヘルメット部門は1982年に分社化され現在は株式会社オージーケーカブトとなっている。
1966年には幼児用自転車バスケットを開発、さらには同社が1970年にポリ塩化ビニル製の車輪を開発したことにより、車椅子やショッピングカートなどの車輪も手掛け、90年代からシティサイクル用26インチのような大径ホイールまで量産化していた。1990年に社名を「オージーケー技研株式会社」に変更し、その後も自転車用風防や防寒用レシーバー、子供用自転車ラックなどを開発販売している。

## 取り扱い商品
2016年現在、オージーケー技研としては自転車の周辺部品のみ取り扱っている。
- 自転車用チャイルドシート
- バスケット
- グリップ
- フェンダー
- 子供向け自転車用ホイール
- 各種アクセサリー